# 羅吉茲基
51°41′4″N 31°52′45″E / 51.68444°N 31.87917°E
羅吉茲基（烏克蘭語：Рогізки）是位於烏克蘭北部切爾尼戈夫州裏科留基夫卡區的村莊，始建於1650年，面積0.48平方公里，海拔高度128米，2001年人口999，人口密度每平方公里2,081.3人。